# Melinda McGraw
Pour les articles homonymes, voir McGraw.
Melinda McGraw, née le 25 octobre 1963 à Nicosie (Chypre), est une actrice américaine.

## Biographie
Melinda, la plus jeune de trois filles, a grandi à Cambridge, dans le Massachusetts puis à Dover dans la région de Boston, de père  diplomate de l' Agence des États-Unis pour le développement international. Elle étudia à la Buckingham Browne & Nichols School de Cambridge et commença sa carrière d'actrice avec l'Université de Boston. Par la suite, elle étudia au Bennington College, une université d'arts libéraux pour ensuite rejoindre la prestigieuse Royal Academy of Dramatic Art à Londres, faisant d'elle une des sept femmes uniquement admises l'année spécifique. Ses performances au West End theatre, puis, partout ailleurs en Grande-Bretagne se suivirent avec Don Carlos, The Foreigner ou encore Twelfth Night, or What You Will de William Shakespeare.
Elle retourna aux États-Unis en 1990.
Son premier rôle majeur fut celui du détective Cydavia "Cyd" Madison dans la série L'As de la crime (The Commish) où elle rencontre, sur le plateau de tournage, Nicholas Lea, avec qui elle sortit pendant quelques années.
Elle gagna, par la suite, la reconnaissance pour son rôle de Melissa Scully, la sœur malade de Dana Scully, qui apparaît dans quatre épisodes de X-Files : Aux frontières du réel (The X-Files)
Melinda McGraw a aussi joué dans The Pursuit of Happiness, Center of the Universe mais également dans des rôles plus notables comme dans Code Quantum, Seinfeld, Cybill, The Larry Sanders Show, Dingue de toi, The Practice : Bobby Donnell et Associés et aussi, dans quatre épisodes de Desperate Housewives où elle joua Anabel Foster.
En 2006, elle joua dans À la Maison-Blanche ou encore dans Bones. En 2008, elle rejoint la distribution du film The Dark Knight. De 2011 à 2014, elle apparaît dans la série NCIS : Enquêtes Spéciales où elle interprète le rôle de Diane, la deuxième épouse (et première ex-femme) de l'agent spécial Leroy Jethro Gibbs et  aussi l'ancienne femme de l'agent du FBI Tobias Fornell, série qu'elle quitte au cours de la saison 12.
Le 14 octobre 2000, elle épousa Steve Pierson, un compositeur, avec qui elle eut une fille nommée Lucy.

## Filmographie

### Cinéma
- 1996 : Albino Alligator: Jenny Ferguson
- 1998 : Le Détonateur (Wrongfully Accused) : Cass Lake
- 2000 : La Famille foldingue (Nutty Professor II: The Klumps) de Peter Segal : Leanne Guilford
- 2008 : The Dark Knight : Le Chevalier noir :  Barbara Eileen Gordon
- 2009 : Weather Girl : Virginia
- 2010 : Meeting Spencer : Didi Ravenal
- 2010 : Skateland : Debbie Wheeler
- 2014 : The Stockwells : Carol
- 2017 : Izzy Gets the F*ck Across Town : Mrs. Percy

### Télévision
- 1988 : Rockliffe's Babies (série télévisée) (1 épisode) : Heather Ackroyd
- 1988 : American Playhouse (série télévisée) (1 épisode) : Dixie
- 1990 : Code Quantum (Quantum Leap) (série télévisée) (1 épisode) : Capitaine Laura Downey
- 1991 : Tribunal de nuit (Night Court) (série télévisée) (1 épisode) : Wendy
- 1992 : Seinfeld (série télévisée) (1 épisode) : Angela
- 1992 : The Human Factor (série télévisée) (5 épisodes) : Rebecca Travis
- 1992-1994 : L'As de la crime (The Commish) (série télévisée) (46 épisodes) : Cyd Madison
- 1994 - 1997 : X-Files (The X-Files) (série télévisée) (4 épisodes) : Melissa Scully
- 1995 : The Pursuit of Happiness (série télévisée) (7 épisodes) : Mackenzie 'Mac' Rutledge
- 1996 : Cybill (série télévisée) (1 épisode) : Lana
- 1997 : The Larry Sanders Show (série télévisée) (1 épisode) : Alex
- 1997 : L'Antre de Frankenstein (Téléfilm) : Detective Maggie Delbo
- 1998 : Dingue de toi (Mad About You) (série télévisée) (1 épisode) : Cheryl Gendelman
- 1998 : MillenniuM (série télévisée) (1 épisode) : Dr. Stoller
- 1998 : Living in Captivity (série télévisée) (8 épisodes) : Becca Marek
- 2001 : Ally McBeal (série télévisée) (1 épisode) : Nancy Gower
- 2001-2002 : Washington Police (The District) (série télévisée) (4 épisodes) : Vicky Montgomery
- 2002 : Wednesday 9:30 (8:30 Central) (série télévisée) (12 épisodes) : Lindsay Urich
- 2003 : The Practice (série télévisée) (1 épisode) : Marcie Bartos
- 2003 : Senor White (Téléfilm)
- 2003 : Skin (série télévisée) (2 épisodes) : Zelda Ziti
- 2003 : It's All Relative (série télévisée) (1 épisode) : Kate O'Neil
- 2004 : Center of the Universe (série télévisée) (11 épisodes) : Lily Barnett
- 2005 : Desperate Housewives (série télévisée) (3 épisodes) : Annabel Foster
- 2005 : Inconceivable (série télévisée) (5 épisodes) : Suzanne Cohen
- 2006 : À la Maison-Blanche (The West Wing) (série télévisée) (4 épisode) : Jane Braun
- 2006 : Bones (série télévisée) (1 épisode) : Gail Seaver
- 2007 : Saving Grace (série télévisée) (1 épisode) : Hartley Green
- 2007 : Journeyman (série télévisée) (2 épisodes) : Annette Barron
- 2008 : Mad Men (série télévisée) (5 épisodes) : Bobbie Barrett
- 2008 : Les Experts : Miami (série télévisée) (1 épisode) : Beth Campbell
- 2008 :  Les Experts (série télévisée) (1 épisode) : Mrs. Griffin
- 2009 : New York, unité spéciale (série télévisée) (1 épisode) : Samantha Copeland
- 2009-2010  :  Hank (série télévisée) (9 épisode) : Tilly Pryor
- 2010:  Médium (série télévisée) (1 épisode) : Sondra Hahn-Barker
- 2010 : Pleading Guilty (Téléfilm) : Elise Malloy
- 2010 : Legally Mad (Téléfilm) : Sylvie
- 2010-2011: Men of a Certain Age (série télévisée) (9 épisodes) : Erin Riley
- 2011- 2019  : NCIS : Enquêtes spéciales (série télévisée) (6 épisodes) : Diane Sterling, agent spécial de l'IRS

- - 9x07 : Trio infernal
  - 10x09 : Trio de choc
  - 11x10 : Trio impossible
  - 12x11 : Échec au Roi
  - 12x15 : Pour Diane
  - 16x24 : Daughters

- 2011 : Have a Little Faith (Téléfilm) : Janine
- 2012 : La Loi selon Harry (Harry's Law) (série télévisée) (4 épisodes) : Amanda
- 2012 : Facing Kate (série télévisée) (1 épisode) : Juge Victoria Connors
- 2012 : Hawaii 5-0 (série télévisée) (1 épisode) : Patricia Slater
- 2013 : Ben and Kate (série télévisée) (3 épisodes) : Vera Everson
- 2013 : Scandal (série télévisée) (1 épisode) : Debora Clarkson
- 2013 : Lauren (série télévisée) (3 épisodes) : Cynthia
- 2013 : Family Tools (série télévisée) (1 épisode) : Beverly
- 2014 : Glee (série télévisée) (1 épisode) : Clara Banks
- 2014 : Delirium (Téléfilm) : Lydia
- 2014 : Crisis (série télévisée) (4 épisodes): Julia Devore
- 2014-2015  : State of Affairs (série télévisée) (5 épisodes) : Sénateur Kyle Green
- 2015 : Proof (série télévisée) (3 épisodes) : Sasha Turing
- 2016 : Outcast (série télévisée) (12 épisodes) : Patricia
- 2017 : The Last Tycoon (série télévisée) (1 épisode) : Hedda Hopper
- 2018 : The Crossing (série télévisée) (7 épisodes) : Dr Greta Pryor
- 2018 : NCIS : Nouvelle-Orléans (série télévisée) (1 épisode) : Gina Powell
- 2019 : L'Arme fatale (série télévisée) (3 épisodes) : Cynthia Hahn
- 2019 : For the People (série télévisée) (1 épisode) : La mère d'Allison
- 2020 : Interrogation (série télévisée) (4 épisodes) : Faith Turner
- 2020-2021 : Charmed (série télévisée) (6 épisodes) : Vivienne Laurent
- 2023 : Paul T. Goodman (mini-série) (6 épisodes) : Audrey Munson

## Voix françaises
En France, Juliette Degenne est la voix française régulière de Melinda McGraw.
- Juliette Degenne dans :
  - Living in Captivity (série télévisée) (1998)
  - La Famille foldingue (2000)
  - Les Experts (série télévisée) (2000-2015)
  - NCIS : Enquêtes spéciales (série télévisée) (2011-)
  - Desperate Housewives (série télévisée) (2005)
  - A la Maison Blanche (série télévisée) (2006)
  - Glee (série télévisée) (2005-2015)
  - Mad Men (série télévisée) (2007-2015)
  - Journeyman (série télévisée) (2007)
  - Hawaii Five-0 (série télévisée) (2010-)
  - Facing Kate (série télévisée) (2011-2012)
  - Scandal (série télévisée) (2012)
  - Ben and Kate (série télévisée) (2012)
  - Crisis (série télévisée) (2014)
  - Bones (série télévisée) (2005-2017)
- Françoise Cadol dans X-Files : Aux frontières du réel (série télévisée) (1993-)
- Micky Sébastian dans Le Détonateur (1998)
- Maïté Monceau dans The Dark Knight : Le Chevalier noir (2008)
- Catherine Davenier dans La Loi selon Harry (série télévisée) (2012)
- Laurence Charpentier dans State of Affairs (série télévisée) (2014-2015)
- Ivana Coppola dans OutCast (série télévisée) (2016-2017)